# Tiếng Barai
Barai là một ngôn ngữ Papua, được nói ở tỉnh West New Britain của Papua New Guinea.

## Bảng chữ cái
Bảng chữ cái tiếng Barai gồm 19 kí tự (Aa, Bb, Cc, Dd, Ee, Ff, Gg, Hh, Ii, Kk, Mm, Nn, Oo, Rr, Ss, Zz, Tt, Uu, Vv) và một nguyên âm đôi (Ae ae).

## Văn bản mẫu
Godi Asoe nuvuone kabo gufe samuamo. No ive one Akae ije aroeke. No vierafe are ro ire boeje ume igia naovo ije samuagiadufuo. Ro kuke no vierafe izege saove gufia bu kevo ijiege e ume igia kariva ije bu vame besu ijiege kenoedufuo. Ivia ire no mumaza inoedufuo ije vajuone. Ro ni izege e binobuo ise ije no giana arevo ijiege ni ise nuvuone guona arene. Ro ade no kena una vame ise ijia biesiruomo. Ro kuke ni ifejuoga no ire ise ije Setani fu kena vame nuvuone arafiruomo ijia akariakinu oenoene.